# Darme
Darme ist ein Stadtteil von Lingen (Ems).

## Geographie
Darme liegt südlich der Innenstadt. Die Ems bildet die natürliche Grenze zwischen den Stadtteilen Darme und Schepsdorf.
Der Norden des Stadtteils ist mit der Kernstadt Lingen zusammengewachsen; dort dominieren Wohnnutzungen (vor allem Einfamilienhäuser) und Gewerbe. Südlich der Bundesstraße 213 befindet sich der Industriepark Lingen, das größte Industriegebiet Lingens.

## Geschichte
Darme wurde im Jahre 1302 erstmals urkundlich erwähnt. Bis zum Reichsdeputationshauptschluss 1803 gehörte Darme jahrhundertelang zum Hochstift Münster und grenzte an die Grafschaft Lingen. Seit dem 1. Januar 1970 ist Darme ein Stadtteil von Lingen (Ems). Letzter Bürgermeister von Darme war Heinrich Wilming.
| Einwohnerzahl | 1880 | 1900 | 1925 | 1933 | 1939 | 1950  | 2008  | 2009  | 2015  |
| ------------- | ---- | ---- | ---- | ---- | ---- | ----- | ----- | ----- | ----- |
| Darme         | 255  | 300  | 609  | 719  | 824  | 1.290 | 4.190 | 4.165 | 4.075 |

## Religion
Darme gehörte jahrhundertelang zum Gebiet der katholischen Pfarrei St. Alexander in Schepsdorf. Erst 1959 wurde der erste Gottesdienst in der Darmer Christus-König-Kirche gefeiert. In den 1960er-Jahren wurden dazu ein Pfarrhaus, ein Pfarrheim und ein Kindergarten gebaut, Ende der 1970er-Jahre ein Kirchturm. Seit 1971 ist Darme eine eigenständige Pfarrei. Sie bildet mit St. Alexander (Schepsdorf), St. Gertrudis (Bramsche) und St. Bonifatius (Lingen) eine Pfarreiengemeinschaft im Dekanat Emsland-Süd des Bistums Osnabrück.
Die Darmer Lutheraner sind der Johanneskirchengemeinde Lingen zugeordnet, die Reformierten der Evangelisch-reformierten Kirche Lingen.

## Kultur, Naherholung und Sport
Dem Brauchtum widmen sich ein Schützenverein und ein Heimatverein.
Seit Ende der 1980er-Jahre findet jährlich das Abifestival (seit 2019 Lautfeuer genannt) auf einer Wiese in der Nähe des abgeschalteten Kernkraftwerks Lingen statt.
Im äußersten Süden von Darme befindet sich auf einer Landzunge zwischen Ems und Dortmund-Ems-Kanal das Naherholungsgebiet Hanekenfähr mit einem Emswehr.
Im Sportzentrum Darme und im Waldstadion Darme widmet sich der Verein Spiel und Sport Darme 1926, der meist kurz als SuS Darme bezeichnet wird, dem Breitensport. Als erster Verein im Emsland wird hier auch die Trendsportart Ultimate Frisbee seit 2021 angeboten. 
Am Sportzentrum ist auch ein Gebrauchshundesportverein ansässig.

## Wirtschaft und Infrastruktur

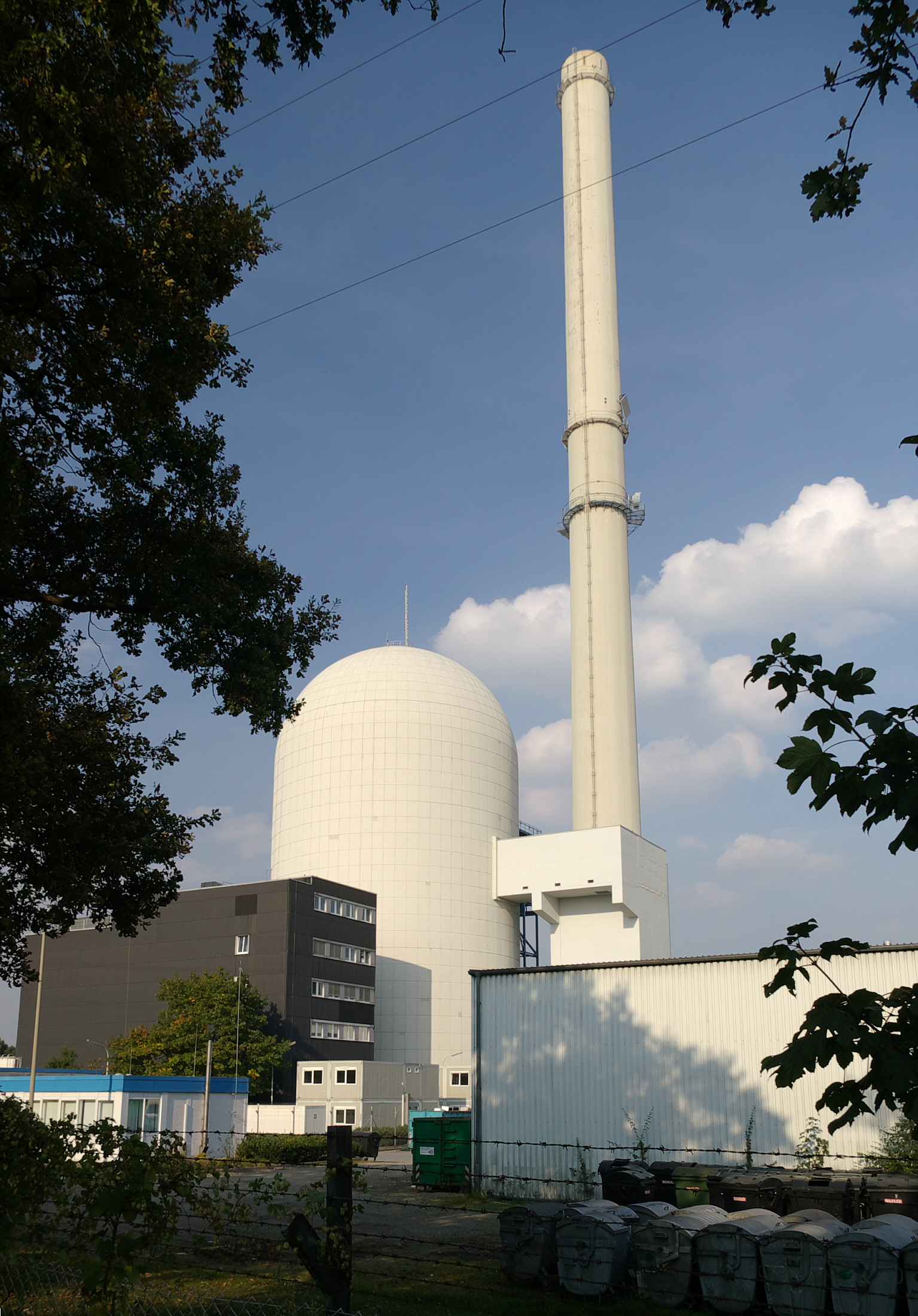
Das Kernkraftwerk Lingen im Jahre 2007

### Unternehmen
Im Industriepark Lingen, der größtenteils auf dem Gebiet des Stadtteils Darme liegt, sind unter anderem folgende Betriebe ansässig:
- Das Kernkraftwerk Lingen ging 1968 in der damaligen Gemeinde Darme in Betrieb. Es wurde schon Ende der 1970er-Jahre stillgelegt und wird derzeit abgebaut.
- Block A des Erdgaskraftwerks Emsland ging 1972 in Betrieb. Derzeit produzieren die Blöcke B bis D Strom und Dampf.
- 1974 nahm das Elektrostahlwerk der Benteler Steel/Tube GmbH den Betrieb auf.
- Das Chemieunternehmen Baerlocher GmbH produziert seit 1978 in Lingen PVC-Stabilisatoren, Metallseifen, Fettsäuren und Glycerin.
- Die 1979 in Betrieb genommene Brennelementfertigungsanlage Lingen der Advanced Nuclear Fuels GmbH ist Deutschlands einzig verbliebene Brennelementefabrik.
- Die 1981 gegründete Rosen-Gruppe inspiziert Pipelines mit selbst entwickelten Molchen und entwickelt Kunststoffbeschichtungen für Rohre.
- Die 1986 gegründete Firma EMP Merchandising, mittlerweile eine Tochter der Warner Music Group, vertreibt Fanartikel für Bands, Filme und Computerspiele.
- Von 1988 bis 2023 produzierte das Kernkraftwerk Emsland elektrische Energie. Als eines der drei letzten Kernkraftwerke Deutschlands ging es am 15. April 2023 außer Betrieb.
- Ebenfalls seit 1988 stellt die Firma BeluTec Industrie- und Garagentore her.
- Das Bauunternehmen Mainka Bau eröffnete 2020 sein neues Verwaltungsgebäude.

### Bildung
Im Ortskern von Darme gibt es eine Grundschule, an der Grenze zum Stadtteil Laxten die Oberschule Friedensschule Lingen.

### Verkehr
Südlich des Ortskerns von Darme verläuft die Ortsumgehung Lingen, eine Kraftfahrstraße. Sie ist auf diesem Abschnitt ein Teil der Bundesstraße 213, die von der niederländischen Grenze ins Oldenburger Land führt. Auf Darmer Gebiet liegen die Anschlussstellen Hanekenfähr und Darme. An der Anschlussstelle Hanekenfähr ist sie mit der Landesstraße 40 nach Schüttorf verknüpft, an der Anschlussstelle Darme mit der Bundesstraße 70 in Richtung Münsterland.
Durch Darme verläuft die Bahnstrecke Münster–Emden, die auf Darmer Gebiet den Betriebsbahnhof Hanekenfähr (mit Anschlussgleisen zum Stahlwerk Benteler, zum Kernkraftwerk Emsland und zum Chemiewerk Baerlocher) sowie die Anschlussstelle Lingen (Ems) Faserwerke aufweist. Der nächste Personenbahnhof ist der Bahnhof Lingen (Ems).
Auch der Dortmund-Ems-Kanal verläuft in Süd-Nord-Richtung durch Darme. Häfen auf Darmer Gebiet sind der Benteler-Stahlwerk-Hafen und der Darmer Hafen.

## Politik
Der Ortsrat von Darme setzt sich aus elf Mitgliedern zusammen. Die Ratsmitglieder werden durch eine Kommunalwahl für jeweils fünf Jahre gewählt. Die aktuelle Amtszeit begann am 1. November 2021 und endet am 31. Oktober 2026.
Ortsbürgermeister ist Christoph Stafflage von der CDU.
Bei der Kommunalwahl 2021 ergab sich folgende Sitzverteilung:
| Ortsrat 2021Insgesamt 11 Sitze - SPD: 2 - Grüne: 1 - BN: 1 - CDU: 7 |